# 장로제 코시몽
장로제 코시몽(프랑스어: Jean-Roger Caussimon, 1918년 7월 24일 ~ 1985년 10월 20일)은 프랑스의 배우, 싱어송라이터이다.
파리에서 태어나 파리에서 사망하였다. 사인은 폐암이다.

## 출연 작품
- La Fleur de l'âge (1947)
- 애인 줄리에트 (1951, Juliette ou la Clé des songes)
- L'Auberge rouge (1951)
- 여왕 마고 (1954, La Reine Margot)
- 프렌치 캉캉 (1955)
- 극비지령 (1966)
- 판토마 /스캇치판토마 (1967)
- 로 브레이커스 (1971, Les Assassins de l'ordre)
- 축제는 시작된다 (1974)
- 판사와 살인범 (1976)
- 경찰과 우주에서 온 창조물 (1979)
- 레미제라블 (1982)